# Joana Oliver Andreu
Joana Oliver Andreu   (Felanitx, 1554 - 28 d'octubre de 1614) fou una religiosa carmelitana, germana de fra Nicolau Oliver, també religiós carmelita.
Nascuda en una família humil, de jove es va mudar de Felanitx a Palma per a treballar com a criada a casa de mossèn Francesc Caselles, que era el rector de la parròquia de Sant Jaume. Va professar com a religiosa carmelitana al Convent de Palma.
Quan va morir, diverses persones la consideraven santa. Per això es va fer una processó fins a l'església de Nostra Senyora del Carme, ja que ella era religiosa d'aquesta ordre. Al 1827 es va traslladar el seu cos a la Seu, on se la va reconèixer com a Venerable Sor Joana Oliver, i es tornà a sepultar.
Hi ha dos retrats de Sor Joana Oliver. Un va ser exposat a una sala de l'Ajuntament de Palma fins que es va incendiar el 1894. L'altre estava exposat també a una sala de l'Ajuntament de Felanitx, i fou destruït durant la revolució de 1868.